# Kurilergraven
Kurilergraven är en djuphavsgrav i Stilla havet som ligger sydöst om ögruppen Kurilerna. Dess största uppmätta djup är 9600 meter.